# Central Plains Region
Central Plains è una regione del Canada situata nella parte centro-meridionale della provincia di Manitoba, direttamente a ovest di Winnipeg. Confina a sud con la Pembina Valley, a est con la Eastman Region, a nord con la Interlake Region e a ovest con la Westman Region. Il centro più importante nella regione è Portage la Prairie.
La Trans-Canada Highway e la Yellowhead Highway sono le vie principali di comunicazione e trasporti.
La regione contiene le divisioni censuarie di Manitoba No. 8, No. 9 e No. 10, che insieme ricoprono un'area di circa 10.657 km². Al censimento canadese del 2001 la regione contava una popolazione di 48.289 abitanti.

## Comunità principali
- Gladstone
- MacGregor
- Notre Dame de Lourdes
- Portage la Prairie
- St. Claude
- Treherne